# She Wants to Be Me
"She Wants to Be Me" és una cançó per la banda britànica de Pop rock, Busted, co-escrita per l'equip de producció musical de The Matrix. Va ser inclosa al seu segon àlbum A Present for Everyone el novembre de 2003.
Un any després va ser lliurada com un single d'edició limitada (una setmana després del que estava planejat), perquè el format era un Mini CD single de 3-inch i no era elegible per a la llista.
Busted va tocar la cançó al cd:uk l'Octubre de 2004. A live version was included on both the single and the live album A Ticket for Everyone.
"She Wants to Be Me" va ser l'últim lliurament per Busted abans no es desfés la banda el Gener de 2005.

## Llista de pistes
1. "She Wants to Be Me"
2. "She Wants to Be Me (en Directe)"